# Hibiscus brackenridgei
Hibiscus brackenridgei é um arbusto da família Malvaceae, oriundo do Hawaii. As flores da espécie são amarelas e a flor estatal do Hawaii. É uma espécie listada como ameaçada, mas pode ser encontrada nos jardins do arquipélago como planta ornamental.